# Ceramica di Cerreto Sannita e di San Lorenzello

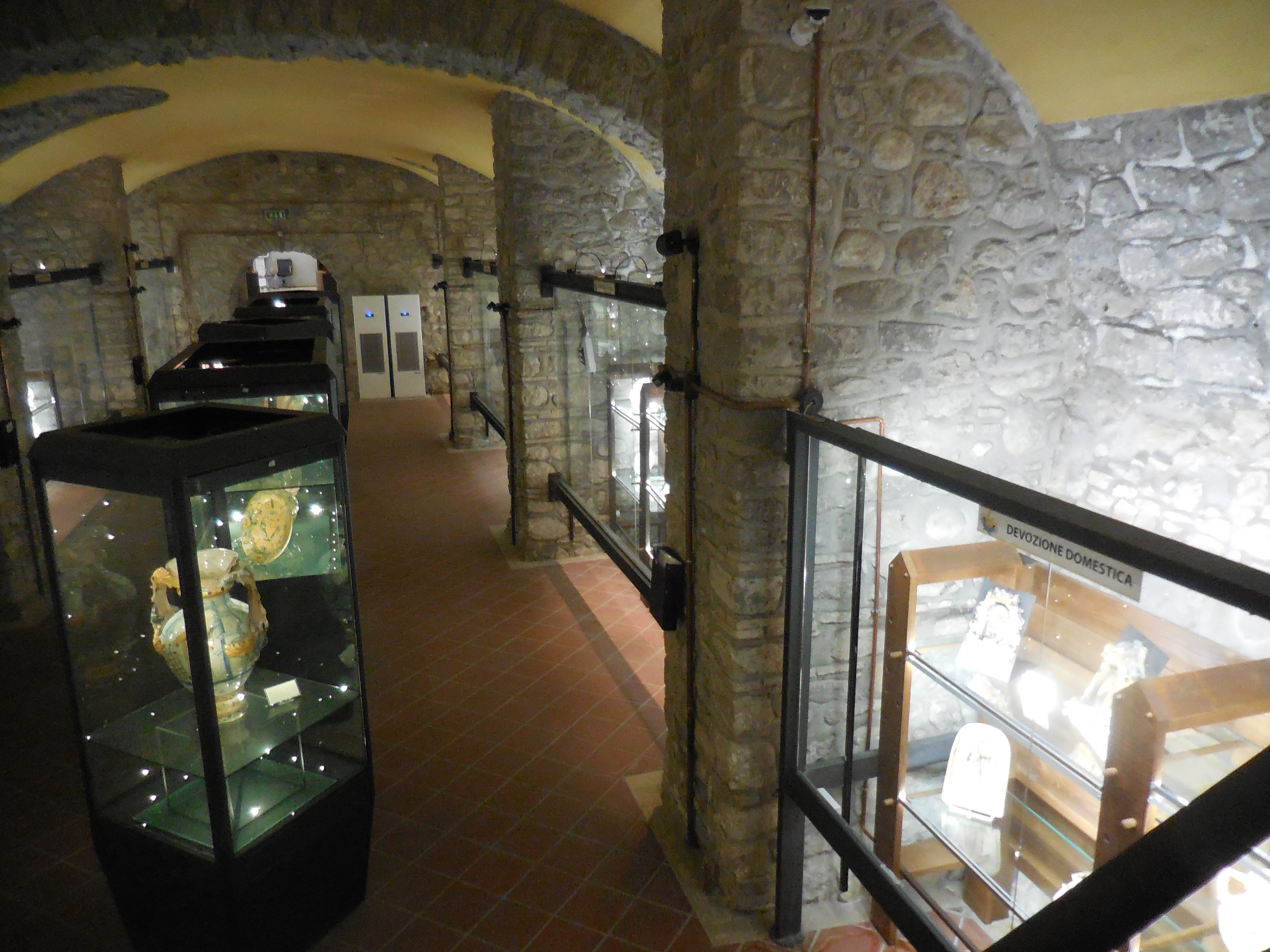
Scorcio del museo civico e della ceramica cerretese.

Per Ceramica di Cerreto Sannita e di San Lorenzello si intende la produzione ceramica dei comuni limitrofi di Cerreto Sannita e di San Lorenzello (Benevento). Questa denominazione ha unito i precedenti appellativi di "ceramica cerretese" e di "ceramica laurentina".
La ceramica di Cerreto Sannita e di San Lorenzello, riconosciuta dal Ministero dell'Industria, del Commercio e dell'Artigianato come "ceramica artistica e tradizionale", ha antiche origini anche se il periodo più florido e di maggiore produzione fu quello successivo il terremoto del 5 giugno 1688. La ricostruzione di Cerreto Sannita infatti attirò molti "faenzari" (ceramisti) forestieri, soprattutto, napoletani che contribuirono a dare vita alle forme e ai decori settecenteschi che caratterizzano ancora oggi la produzione cerretese.
Padre della ceramica di Cerreto Sannita e di San Lorenzello è stato il faenzaro (ceramista) napoletano Nicolò Russo, trasferitosi a Cerreto Sannita nel 1692. Nella sua bottega si formarono uomini che diedero vita a intere generazioni di ceramisti cerretesi e laurentini: Antonio Giustiniani, Domenico Marchitto e Santi Festa. Vi lavorò inoltre il decoratore Lorenzo Salandra, uno degli esponenti più importanti della maiolica napoletana.
San Lorenzello è stato casale (frazione) di Cerreto Sannita dal XV secolo al XIX secolo.

## Storia

### Dal XIV secolo al terremoto del 5 giugno 1688
Secondo lo studioso Salvatore Biondi il manufatto più antico della ceramica cerretese-laurentina sarebbe una statuetta raffigurante l'Ecce Homo, appartenuta a Caterina Sanframondi, prima badessa del monastero delle Clarisse della vecchia Cerreto. La statuetta, a seguito della dissoluzione della collezione di ceramiche del Biondi, è andata dispersa.
Durante alcuni scavi fra i ruderi di Cerreto antica, distrutta dal sisma del 1688, sono stati trovati numerosi frammenti ceramici oggi conservati al museo civico e che testimoniano l'esistenza di una produzione ceramica anche prima del 1688. 

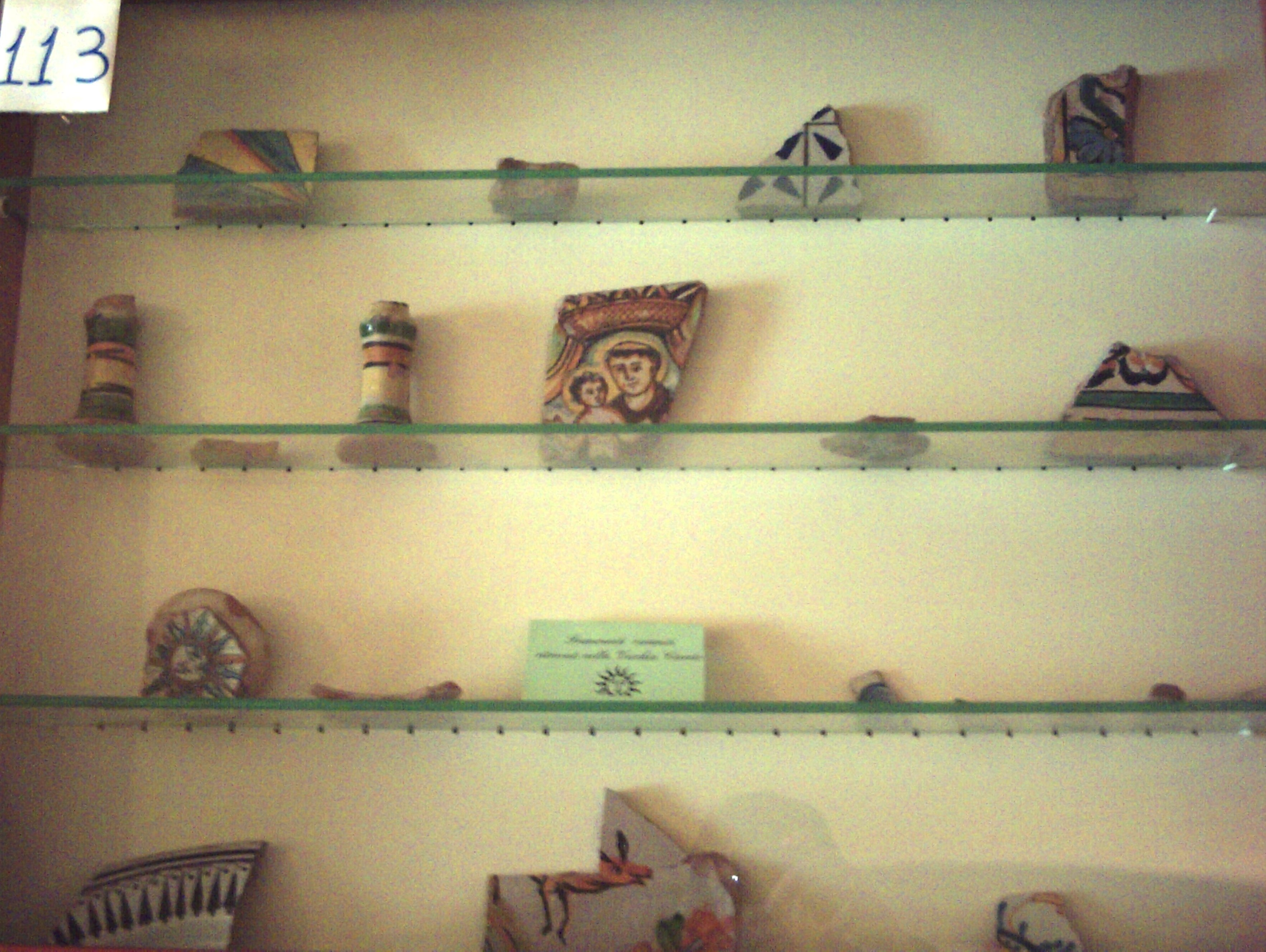
Vetrina del museo civico e della ceramica cerretese di Cerreto Sannita (Benevento) contenente alcuni frammenti ceramici trovati fra i ruderi di Cerreto antica, distrutta dal terremoto del 5 giugno 1688.

Lo storico locale Nicola Rotondi in un suo libro redatto nel XIX secolo scriveva che "nella nuova e vecchia Cerreto han sempre gli stoviglieri manipolato vasi ancor grandi, invetriati e variamente dipinti[...]" aggiungendo che "qui (a Cerreto) tale arte nella incertezza di sue regole e quantunque ne siano stati molti i cultori solo alcuni si distinsero per la delicatezza delle tinte e per la forma [...]".
Il dott. Renato Pescitelli, storico locale, sostiene che prima del 1688 a Cerreto Sannita fossero presenti solo ceramisti di minore importanza, non appellabili come "faenzari". A sostegno di tale tesi il Pescitelli argomenta la mancanza di documenti che citino esplicitamente la presenza di "faenzari" a Cerreto, anche se lo stesso Pescitelli ammette la presenza di diverse botteghe di vasai e di pignatari nel XVII secolo come testimoniano due documenti conservati nell'Archivio diocesano di Cerreto Sannita. Il primo documento cita l'esistenza, in prossimità della chiesa di San Giovanni, di una strada abitata da diversi pignatari mentre il secondo afferma che alla distruzione del terremoto del 5 giugno 1688 si salvarono solo "tre piccole casette di un vasaio". Secondo alcuni storici nei documenti non ci sono riferimenti a "faenzari" cerretesi perché allora era d'uso non citare espressamente nei documenti i manufatti ceramici prodotti a Cerreto. Questo spiegherebbe perché negli inventari d'epoca, per alcuni manufatti è indicato minuziosamente il comune di origine mentre per altri, probabilmente prodotti a Cerreto, manca tale specificazione.
Altri documenti che testimoniano la presenza a Cerreto di persone che, prima del terremoto del 1688, lavoravano la ceramica sono: un atto di morte del 1623 nel quale si legge che morì "la figlia del fratello del pignataro di due anni"; un atto di battesimo del 1634 che dice che Giovan Tommaso Papa, di professione "cretaro", ebbe un figlio; un atto di morte del 1644 nel quale si legge che morì Domenico di Rocco de Sania de Castello della Faenza; un atto notarile del 1640 dove tra i beni oggetto di inventario si citano diversi vasi di creta in parte cotti e in parte non cotti. Il documento più antico risale però al 1591 quando venne stipulato un contratto tra l'Universitas di Cerreto e la bottega di Cesare Iordanus che impegnava quest'ultimo a fornire 160 "tufoli di creta" occorrenti per la ristrutturazione dell'acquedotto pubblico.

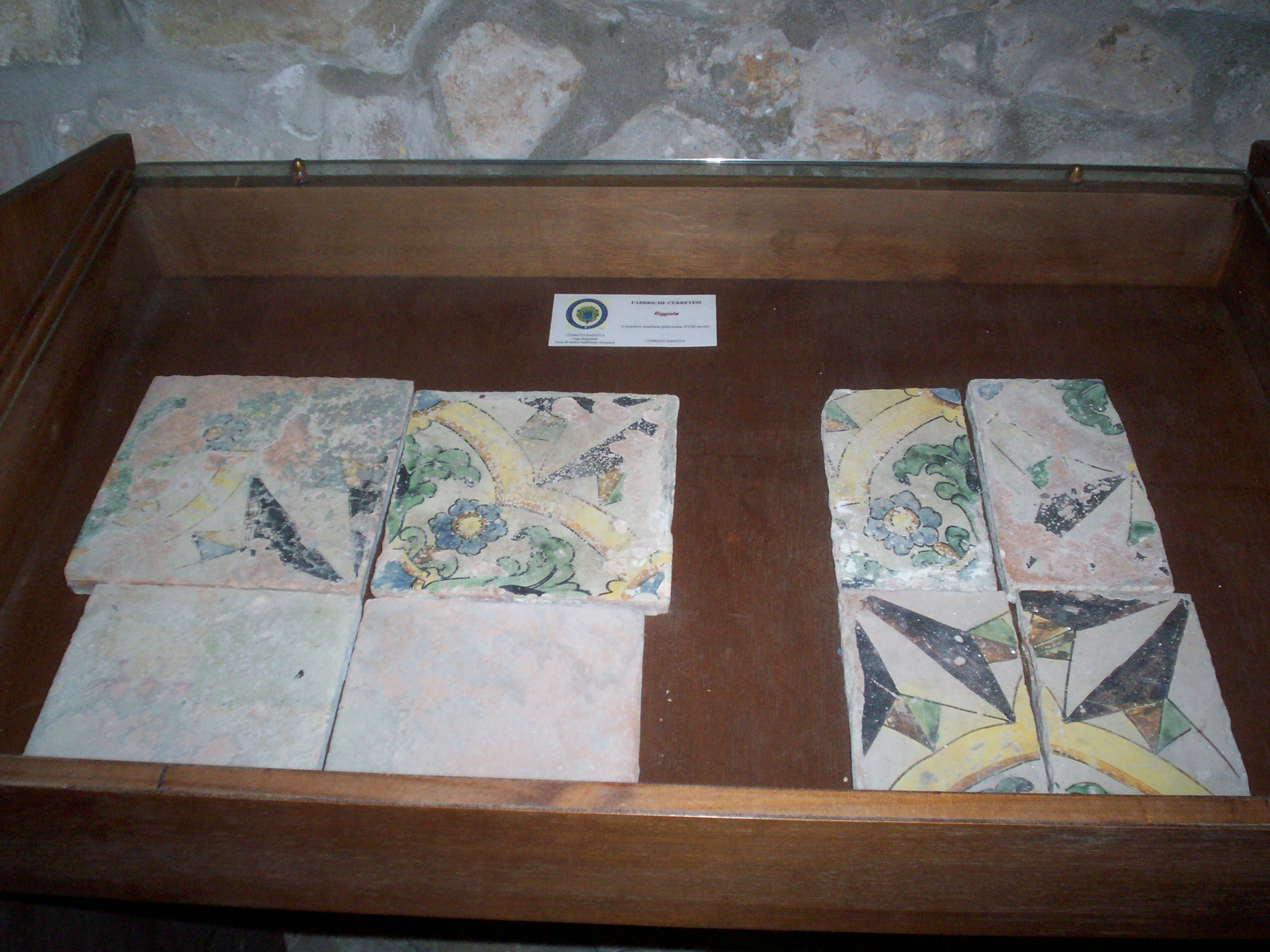
Antiche riggiole nel Museo civico e della ceramica cerretese di Cerreto Sannita

Non sono molti i manufatti ceramici cerretesi e laurentini risalenti al Quattrocento-Cinquecento conservati ancora oggi. Oltre i frammenti ritrovati fra i ruderi di Cerreto antica e conservati nel museo civico (alcuni dei quali datati al periodo medievale) c'erano alcuni manufatti ceramici della dispersa collezione di Salvatore Biondi che vennero datati da esperti al periodo rinascimentale. Durante i lavori di restauro della chiesa della Madonna del Carmine (2003) è stata trovata una piastrella rinascimentale che il dott. Luigi Di Cosmo ha così descritto "[...]la piastrella appare inquadrabile alla seconda metà del Quattrocento per la massiccia predominanza del blu "freddo" di tipica ispirazione iberica. I ceramisti locali furono influenzati dalle ceramiche iberiche che venivano importate per la committenza regia. Sono note, infatti, le importazioni di Azulejos valenzani, volute da Alfonso il Magnanimo per la costruzione di Castel Nuovo." La piastrella, che si caratterizza per il motivo decorativo gotico-floreale (a "foglia accartocciata"), faceva parte molto probabilmente della pavimentazione di una sala di rappresentanza del castello medievale di Cerreto antica.
Altri due reperti ceramici conservati ancora oggi e antecedenti il 1688 sono: una mattonella maiolicata datata 1684 ed una brocca datata 1681 avente, nella parte centrale, la raffigurazione di uno stemma della famiglia Mazzacane di Cerreto.

### Dal 1688 ad oggi

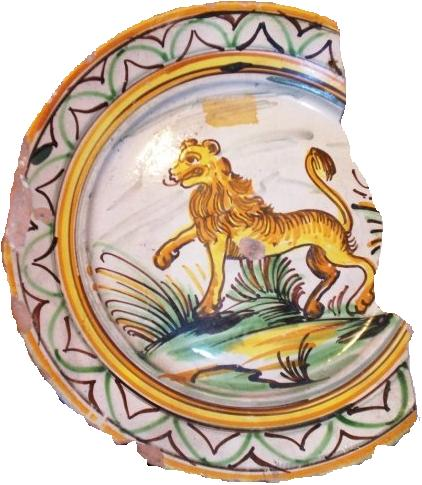
Piatto in ceramica cerretese del Settecento conservato presso il museo civico e della ceramica cerretese.

Il terremoto del 5 giugno 1688 rase al suolo Cerreto Sannita e provocò ingenti danni a San Lorenzello. La ricostruzione delle due cittadine attirò diverse maestranze forestiere, in particolare napoletane. Molti ceramisti si stabilirono nei due paesi contribuendo, con la loro opera, alla nascita di un nuovo repertorio decorativo più vicino al periodo artistico di quell'epoca.
Nella "nuova" Cerreto esisteva un vero e proprio quartiere dei ceramisti che trovava posto nei pressi della Cattedrale. Durante la ristrutturazione di numerose abitazioni site in quella zona sono stati ritrovati resti di fornaci per la cottura delle terrecotte e delle ceramiche. In questa "insula dei faenzari" c'erano le botteghe di Francesco Iadomaso, cerretese, e Carlo Coluccio, di Campobasso. Nella stessa zona sorgeva la bottega di Nicolò Russo, maestro faenzaro trasferitosi da Napoli nel 1693. Nella sua bottega lavorarono molti giovani apprendisti che nel corso del Settecento divennero i principali esponenti della ceramica cerretese: Domenico Marchitto, Santi Festa, Melchiorre Cerri, Nicola e Crescenzo Petruccio, Nicola Marchitto, Salvatore Paduano, Giuseppe Paolino. Il Russo eseguì numerose opere a Cerreto Sannita tra cui diverse pavimentazioni in architetture religiose.
Agli inizi del Settecento il governatore della contea Migliorini così descriveva in una poesia la zona dove lavoravano i ceramisti cerretesi:
Nel 1710 si ha notizia di un certo Lorenzo Salandri, pittore napoletano, che aiutava il ceramista Nicolò Russo nella decorazione delle ceramiche. Si trasferirono inoltre a Cerreto i ceramisti Nicola di Gemma, Domenico Scarano, Giuseppe Buonanotte, Giuseppe Giustiniani e Antonio Gaudioso. Nel 1723 venne citata la bottega di Giuseppe Jacobelli, padre di Silvestro Jacobelli, scultore. Nel 1735 si ha notizia di una bottega con fornace di proprietà di Filippo e Giovan Camillo Petrucci sita nei pressi dell'attuale via Fabbri.
Intanto nel 1706 si andava a stabilire a San Lorenzello il napoletano Antonio Giustiniano (o Giustiniani), figlio di Simone e padre del più famoso Nicola. Antonio Giustiniani, proveniente da una famiglia di decoratori pavimentali (Ignazio, un suo parente, eseguì la splendida pavimentazione della chiesa di Sant'Andrea delle Dame a Napoli), realizzò diverse opere tra le quali il pannello incastonato nel timpano del portale della chiesa della Congregazione della Sanità in San Lorenzello. Questo pannello maiolicato raffigura la Madonna della Sanità che, seduta su delle nuvole, regge il bambino. Delle decorazioni floreali con dei tulipani adornano la scena sacra. Di Antonio Giustinani sono anche numerose ceramiche conservate nel museo civico di Piedimonte Matese tra le quali una via crucis.

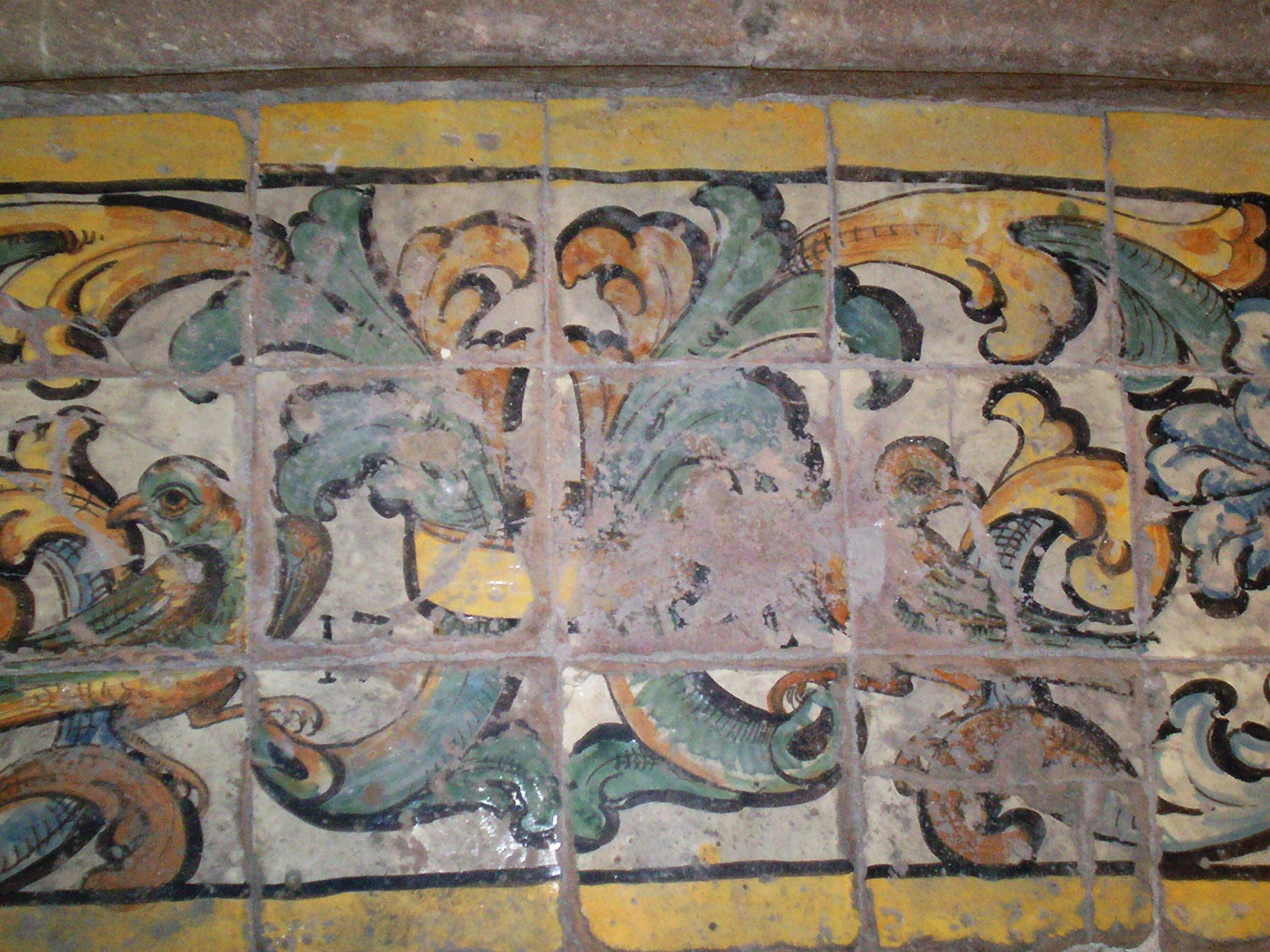
Pavimento in ceramica della chiesa di San Gennaro realizzato da Nicolò Russo intorno al 1730.

Nicola Giustiniani, figlio di Antonio, si trasferì a Napoli nel 1752 dove in via Marinella fondò una fabbrica di ceramiche nella quale lavorarono, oltre i Giustiniani, altre dinastie di ceramisti napoletani come i Massa, i Del Vecchio, i Grue, i Porreca ed i Chianese. Producevano anche minuterie per presepe napoletano, cioè stoviglie in ceramica colorata di piccole dimensioni, per apparecchiare le tavole dell'osteria nel presepe.
A Cerreto Sannita nella prima metà del Settecento si affermò Domenico Marchitto, allievo di Nicolò Russo e capostipite di una dinastia di ceramisti che opereranno a Cerreto fino al XIX secolo. La bottega di Domenico Marchitto trovava posto nei pressi della chiesa di Santa Maria in una casa dove nella facciata ancora oggi si vedono due pannelli maiolicati raffiguranti l'Assunzione della Vergine e lo stemma dei Marchitto, realizzati rispettivamente nel 1758 e nel 1752. Carmelo e Giuseppe Marchitto furono gli autori della lunetta maiolicata che sovrastava l'ingresso della chiesa di San Donato in San Lorenzello (oggi conservata nella mostra di ceramiche dell'Associazione Giustiniano) mentre Tommaso fu un bravo imitatore di ceramiche etrusche. Quest'ultimo, in società con il Duca di Pescolanciano, fondò una rinomata fabbrica di ceramiche a Napoli.
Nel 1742, grazie all'introduzione da parte del re Carlo di Borbone del catasto onciario veniamo a sapere che a Cerreto Sannita vi erano quattro faenzari, cinque pignatari, due rovagnari e tre canalari, tutti legati alla lavorazione dell'argilla e alla produzione delle ceramiche.
Del XVII-XVIII secolo, il periodo più florido di produzione ceramica a Cerreto Sannita e a San Lorenzello, sono pervenuti sino a noi numerosi manufatti (conservati nel museo civico e della ceramica cerretese o nella mostra permanente di ceramiche curata dall'Associazione "Giustiniano"), e alcuni esempi di pavimentazioni. La prima, in ordine cronologico, è probabilmente quella del pronao della chiesa del monastero delle clarisse di Cerreto. L'ampia aula quadrangolare possiede uno splendido pavimento maiolicato decorato con rose dei venti e festoni. Tale decorazione si ripete nel pavimento dell'ultima cappella a sinistra della collegiata di San Martino, eseguito probabilmente da Nicolò Russo e Lorenzo Salandra. Sempre a Cerreto Sannita, sono da ricordare, il pavimento della penultima cappella a sinistra della collegiata, eseguito da Domenico Marchitto nel 1728, che anticipa il tema decorativo usato da Nicolò Russo nella realizzazione della pavimentazione della chiesa di San Gennaro e in particolare della predella dell'altare maggiore di quest'ultima chiesa dove degli uccelli abbelliscono i fregi di carattere naturalistico. Si distaccano dai decori tradizionali le pavimentazioni della cappella del Rosario nella chiesa di Sant'Antonio e della chiesa di San Giuseppe, decorate con colori meno vivaci.
A San Lorenzello è da citare il pavimento della chiesa della Congregazione della Sanità che, realizzato nella seconda metà del Settecento, propone una ricca decorazione imperniata sul tradizionale motivo della "rosa dei venti". La pavimentazione del presbiterio, datata 1798, venne realizzata dai Festa, ceramisti laurentini.
Nel corso del XIX secolo a Cerreto Sannita lavoravano circa quaranta ceramisti che col tempo divennero sempre di meno sino a quando rimasero solamente dei vasai o dei cocciolari.
Verso la metà del XX secolo è nato nuovamente l'interesse verso questa antica forma d'arte grazie alle numerose mostre organizzate da Salvatore Biondi e all'intraprendenza di alcuni giovani ceramisti.
Nel 1957 venne fondato l'Istituto statale d'arte di Cerreto Sannita. Nei decenni successivi furono aperte numerose botteghe, vennero realizzati concorsi, furono aperti musei e si tennero numerose iniziative culturali.

## Produzione ceramica

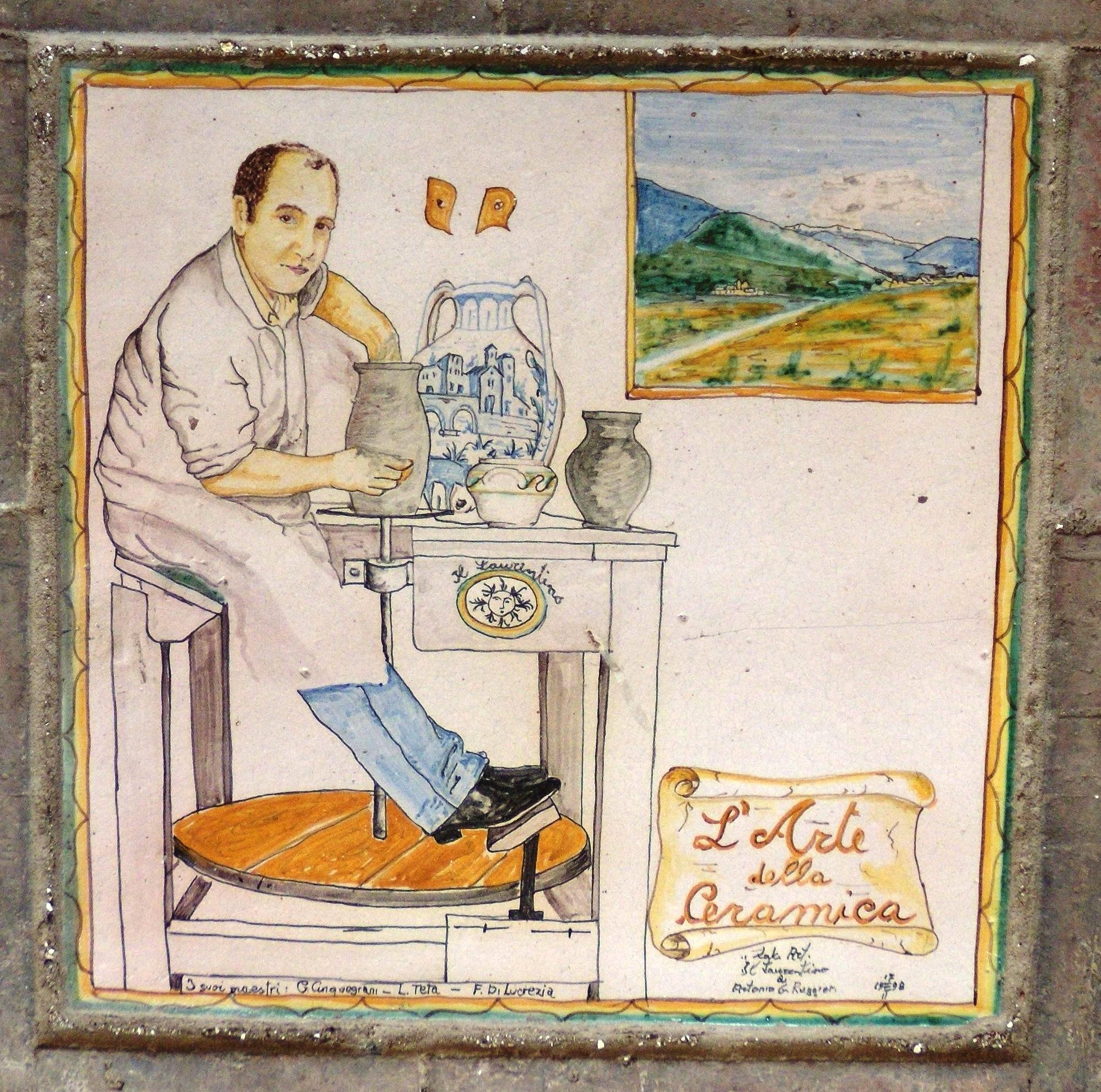
Pannello in maiolica che raffigura un ceramista locale mentre lavora al tornio (chiostro di palazzo Sant'Antonio, Cerreto Sannita).

Dal 2001 la produzione ceramica di Cerreto Sannita e di San Lorenzello è regolata da un disciplinare approvato dal Consiglio nazionale ceramico in data 21 novembre 2001.
Sono manufatti tipici cerretesi i piatti da pompa, i vasi da farmacia, le brocche lobate, le acquasantiere e le "riggiole" (mattonelle) con decoro a rosa dei venti o a festone. Nella maggioranza dei manufatti prevalgono le decorazioni con soggetti religiosi, naturalistici o paesaggistici.
L'art. 4 del disciplinare ceramico elenca minuziosamente le forme della tradizione ceramica di Cerreto Sannita e di San Lorenzello: i piatti da servizio hanno il doppio bordo scanalato con una misura media di 23–24 cm; le zuppiere, di varie dimensioni, sono abbellite con dei frutti a rilievo nel coperchio; le acquasantiere medie e grandi contengono elementi plastici architettonici, floreali e sacri; la forma delle acquasantiere è a tempietto; gli albarelli farmaceutici sono di forma arrotondata nella pancia inferiore con bordo svasato e senza coperchio; le lucerne sono con uno o due manici.
L'art. 5 del disciplinare ceramico elenca invece gli stilemi della tradizione ceramica di Cerreto Sannita e di San Lorenzello. Nel Seicento prevaleva lo smalto color avorio, con decorazioni in stile compendiario (stile riassuntivo e sommario nei decori che erano essenziali e sobri) oppure in stile faunistico-floreale o paesaggistico. Nel Settecento lo smalto era "bianco grigio bluastro", le decorazioni risentivano del gusto barocco ed erano prevalentemente floreali e paesaggistiche. Nell'Ottocento lo smalto era leggermente giallino e le decorazioni prevalenti erano quelle geometriche o in stile compendiario.
I colori tradizionali del Seicento-Settecento erano il giallo, il verde ramina, il blu Cerreto e l'arancione.

## Critica
Secondo il giudice Vincenzo Mazzacane, storico locale e collezionista di ceramiche, i più validi esponenti della ceramica cerretese sono stati i Giustiniani ed i Marchitto. Tale giudizio però è stato superato col tempo grazie anche ai tanti studi che sono stati fatti successivamente. In particolare il ceramologo Guido Donatone ha evidenziato il ruolo determinante del ceramista Nicolò Russo  e della sua bottega, dove si sono formati uomini che hanno dato vita a intere generazioni di ceramisti (i Giustiniani, i Marchitto, i Festa) e dove ha lavorato come decoratore Lorenzo Salandra, "figura chiave della maiolica napoletana". Lo storico locale Cosimo Formichella ha inoltre evidenziato che il giudizio del Mazzacane non tiene conto dell'artigianato locale "presente sul posto prima del terremoto del 1688", giudicato come "base" e "fondamento" della più famosa arte ceramica cerretese del '700.
Lo storico dell'arte Mario Rotili, al contrario del Mazzacane, sottolinea il valore artistico che deriva dalle opere dei ceramisti più umili, perché è proprio grazie alla spontaneità di costoro che la ceramica cerretese si è autodeterminata, evitando così di fare delle semplici imitazioni di altre manifatture.
Guido Piovene afferma che la ceramica cerretese è simile alla ceramica abruzzese di Castelli anche se il gusto è più decorativo ed il disegno più lieve. Umberto Tergolina-Gislanzoni-Brasco, che ha studiato in particolare i vasi di farmacia prodotti a Cerreto (albarelli), afferma che la ceramica cerretese deriverebbe dalla ceramica abruzzese. Il ceramologo Guido Donatone, che ha dedicato alla ceramica cerretese numerosi saggi ed articoli, afferma invece che la ceramica di Cerreto deriva chiaramente da quella napoletana. Tale derivazione va inserita nel "processo d'influenze e reciproci condizionamenti verificatosi nelle varie forme espressive dell'arte barocca e rococò".
Lo storico locale Dante Marrocco in un suo studio ha definito i decori della ceramica cerretese immaturi paragonandoli ad "un giovane che muore a vent'anni, ricco di desideri e di promesse, dalla iniziata e non approfondita cultura... che lascia rimpianto di sé per quel che aveva raggiunto, e più per quel che avrebbe raggiunto, ma anzitutto per il suo agire spontaneo e non raffinato". Tale problematica è stata ripresa da Nicola Vigliotti, altro storico locale, che ha preferito parlare di "osmosi": Napoli fornisce a Cerreto i primi maestri ceramisti e li riprende dopo che questi hanno raggiunto livelli artistici elevati, eccessivi rispetto alle modeste richieste del mercato locale. Uno dei casi più famosi è quello di Nicola Giustiniani.
Secondo la pittrice Giuseppina Goglia la ceramica cerretese non è in grado di arrivare ai livelli della ceramica abruzzese quanto a decorazioni panoramiche e paesaggistiche. Secondo la Goglia infatti le figure sono predominanti nella maiolica cerretese ed emergono dalla poca decorazione circostante; i decori sono improvvisati ma allo stesso tempo intrisi di senso artistico.
Secondo lo studioso S. Moffa la ceramica cerretese è diventata una vera e propria arte grazie all'ispirazione religiosa: l'esigenza religiosa era molto sentita dal mercato e ha spinto i ceramisti a perfezionare la figurazione religiosa e quindi a creare vere e proprie opere d'arte.